# منظمة توظيف النساء
منظمة توظيف النساء (بالإنجليزية: Women Employed)‏ هي منظمة غير ربحية لدعم توظيف النساء، وقد تأسست في ولاية إلينوي عام 1973. وتهدف لتحسين وضع النساء الاقتصادي والتخلص من العوائق التي تواجههن في طلب العدالة الاقتصادية وحيث أنهم يقومون بتعزيز الممارسة العادلة في مكان العمل وزيادة فرص الحصول على التدريب والتعليم، وتزويد النساء بالأدوات والمعلومات لتمكينهن من الحصول على أجور ودعم عائلاتهن.

## تاريخها
في فبراير من عام 1973، قامت مجموعة صغيرة من النساء في شيكاغو بتأسيس منظمة توظيف النساء عن طريق مبادرة حلقة جمعية النساء الشابات المسيحيات، واهتم المنظمات لهذه المبادرة في تحريك الشبكات الإذاعية حول الإناث العاملات وحول المشكلات التي تواجههن وتؤثر في حياتهن.
وقد حضر الحدث العام الرئيسي الأول لمنظمة توظيف النساء أكثرمن 200 امرأة واجتمعن مع 26 شخص من قادة الشركات في شيكاغو وتناقشن حول سياسات التوظيف العادلة للنساء. وفي عامها الأول، قامت منظمة توظيف النساء بنشر نماذج النساء العاملات في الحلقة ، واللاتي يتقاضين أجورًا قليلة، وهو تحقيق تم استخدامه في أمريكا عام 1970، وإحصاء نمط بيانات الأجور والتوظيف لعرض الفروقات الأساسية بين النساء والرجال. ووجدت الدراسة أن النساء يشكلن 45٪ من نسبة العاملين بالإكراه في وسط مدينة شيكاغو وحتى الآن 25٪ فقط منهن يتقاضين أجورًا.
وفي عام 1970 عملت منظمة توظيف النساء إلى جانب العديد من المنظمات في شيكاغو،و منها رابطة اتحاد النساء العاملات للمطالبة بالعدل الاقتصادي. وفي أثناء هذا الوقت قامت منظمة توظيف النساء بالسعي بقوة لطلب توظيف النساء غير المنظمات للنقابة في المدينة. وكان ذلك عبر تنظيم أنشطة عامة وقانونية، وقد أثرت منظمة توظيف النساء في ممارسات مكان العمل بتحريك المواقف العامة نحو العدل للنساء.